# Daniel Zaïdani
Daniel Zaïdani (ur. 14 maja 1975) – polityk Majotty. prezydent Rady Generalnej od 3 kwietnia 2011 do 2 kwietnia 2015. Członek ugrupowania Mouvement Départementaliste Mahorais.